# Nova vas pri Markovcih
Nova vas pri Markovcih (Duits: Neudorf) is een plaats in Slovenië en maakt deel uit van de gemeente Markovci in de NUTS-3-regio Podravska. De plaats telde 413 inwoners op 1 januari 2020.